# Атака «днів народження»
Атака «днів народження» — це різновид криптографічної атаки, яка використовує математичне підґрунтя парадоксу днів народження в теорії ймовірностей. Цю атаку можна використати для втручання в зв'язок між двома або більше учасниками. Атака покладається на високу ймовірність знаходження колізій між випадковими спробами і встановленим порядком переставок (принцип Діріхле), як описано в парадоксі днів народження.

## Розуміння питання
Для прикладу, розглянемо перебіг подій за якого вчитель класу з 30 студентами запитує кожного про його день народження, щоб визначити чи є збіг (відповідно до колізій гешу як описано нижче; задля простоти, не зважаймо на 29 лютого). Інтуїтивно, така подія може видатись малоймовірною. Якщо вчитель обере певний день (наприклад, 16 вересня), тоді шанс збігу з днем народження одного зі студентів становить {\displaystyle 1-(364/365)^{30}} або ж {\displaystyle 29/365}, близько 7.9%. Однак, імовірність того збігу днів народження двох студентів становить близько 70% (за формулою {\displaystyle 1-365!/((365-n)!\cdot 365^{n})} ).

## Математичне підґрунтя
Нехай задана функція {\displaystyle f}, мета атаки — це знаходження двох різних входів до функції {\displaystyle x_{1},x_{2}} таких, що {\displaystyle f(x_{1})=f(x_{2})}. Така пара {\displaystyle x_{1},x_{2}} зветься колізією. Методом виявлення колізій є просте обчислення функції {\displaystyle f} для різних значень на вході, які можуть братись довільним або псевдодовільним чином доки не отримаємо потрібний вислід. Через парадокс днів народження, цей метод найімовірніше буде дієвим. Зокрема, якщо функція {\displaystyle f(x)} породжує будь-яке значення з {\displaystyle H} рівноймовірно і {\displaystyle H} достатньо велика множина, тоді ми очікуємо отримати пару різних аргументів {\displaystyle x_{1}} і {\displaystyle x_{2}} з {\displaystyle f(x_{1})=f(x_{2})} після обчислення функції для близько {\displaystyle 1.25{\sqrt {H}}} різних аргументів в середньому.
Розглянемо наступний дослід. З множини значень H ми однорідно виберемо n довільних значень, отже з можливими повторами.  Нехай p(n; H) буде ймовірністю, що хоча б одне значення трапилось більш як раз. Цю ймовірність можна приблизно виразити як (див. виведення цього наближення в парадоксі днів народження):
{\displaystyle p(n;H)\approx 1-e^{-n(n-1)/(2H)}\approx 1-e^{-n^{2}/(2H)},\,}
Нехай n(p; H) буде найменшою кількістю значень, що ми маємо вибрати так, щоб імовірність знаходження повтору була не менша від  p.  Обертаючи попередній вираз, ми знаходимо наступне наближення
{\displaystyle n(p;H)\approx {\sqrt {2H\ln {\frac {1}{1-p}}}},}
візьмемо імовірність колізій 0.5, приходимо до
{\displaystyle n(0.5;H)\approx 1.1774{\sqrt {H}}.\,}
Нехай Q(H) буде очікуваною кількістю значень, що ми маємо обрати для отримання першої колізії. Це число можна приблизно виразити як
{\displaystyle Q(H)\approx {\sqrt {{\frac {\pi }{2}}H}}.}
Як приклад, якщо використовується 64-бітовий геш, то існує близько 1.8 × 1019 різних виходів. Якщо вони всі рівноймовірні (найкращий випадок), тоді потрібно лише 5.1 × 109 спроб для отримання колізії, із використанням грубої сили. Це число знане як межа днів народження (англ. birthday bound) і для n-бітових кодів її можна обрахувати як 2n/2.Інші приклади такі:
| Бітів | Можливих виходів (приблизно)(H) | Бажано ймовірність випадкової колізії (приблизно) (p) | Бажано ймовірність випадкової колізії (приблизно) (p) | Бажано ймовірність випадкової колізії (приблизно) (p) | Бажано ймовірність випадкової колізії (приблизно) (p) | Бажано ймовірність випадкової колізії (приблизно) (p) | Бажано ймовірність випадкової колізії (приблизно) (p) | Бажано ймовірність випадкової колізії (приблизно) (p) | Бажано ймовірність випадкової колізії (приблизно) (p) | Бажано ймовірність випадкової колізії (приблизно) (p) | Бажано ймовірність випадкової колізії (приблизно) (p) |
| Бітів | Можливих виходів (приблизно)(H) | 10−18                                                 | 10−15                                                 | 10−12                                                 | 10−9                                                  | 10−6                                                  | 0.1%                                                  | 1%                                                    | 25%                                                   | 50%                                                   | 75%                                                   |
| ----- | ------------------------------- | ----------------------------------------------------- | ----------------------------------------------------- | ----------------------------------------------------- | ----------------------------------------------------- | ----------------------------------------------------- | ----------------------------------------------------- | ----------------------------------------------------- | ----------------------------------------------------- | ----------------------------------------------------- | ----------------------------------------------------- |
| 16    | 6.6 × 104                       | 2                                                     | 2                                                     | 2                                                     | 2                                                     | 2                                                     | 11                                                    | 36                                                    | 1.9 × 102                                             | 3.0 × 102                                             | 4.3 × 102                                             |
| 32    | 4.3 × 109                       | 2                                                     | 2                                                     | 2                                                     | 2.9                                                   | 93                                                    | 2.9 × 103                                             | 9.3 × 103                                             | 5.0 × 104                                             | 7.7 × 104                                             | 1.1 × 105                                             |
| 64    | 1.8 × 1019                      | 6.1                                                   | 1.9 × 102                                             | 6.1 × 103                                             | 1.9 × 105                                             | 6.1 × 106                                             | 1.9 × 108                                             | 6.1 × 108                                             | 3.3 × 109                                             | 5.1 × 109                                             | 7.2 × 109                                             |
| 128   | 3.4 × 1038                      | 2.6 × 1010                                            | 8.2 × 1011                                            | 2.6 × 1013                                            | 8.2 × 1014                                            | 2.6 × 1016                                            | 8.3 × 1017                                            | 2.6 × 1018                                            | 1.4 × 1019                                            | 2.2 × 1019                                            | 3.1 × 1019                                            |
| 256   | 1.2 × 1077                      | 4.8 × 1029                                            | 1.5 × 1031                                            | 4.8 × 1032                                            | 1.5 × 1034                                            | 4.8 × 1035                                            | 1.5 × 1037                                            | 4.8 × 1037                                            | 2.6 × 1038                                            | 4.0 × 1038                                            | 5.7 × 1038                                            |
| 384   | 3.9 × 10115                     | 8.9 × 1048                                            | 2.8 × 1050                                            | 8.9 × 1051                                            | 2.8 × 1053                                            | 8.9 × 1054                                            | 2.8 × 1056                                            | 8.9 × 1056                                            | 4.8 × 1057                                            | 7.4 × 1057                                            | 1.0 × 1058                                            |
| 512   | 1.3 × 10154                     | 1.6 × 1068                                            | 5.2 × 1069                                            | 1.6 × 1071                                            | 5.2 × 1072                                            | 1.6 × 1074                                            | 5.2 × 1075                                            | 1.6 × 1076                                            | 8.8 × 1076                                            | 1.4 × 1077                                            | 1.9 × 1077                                            |
Таблиця показує кількість гешів n(p) необхідних для досягнення заданої ймовірності успіху, припускається, що всі геші рівноймовірні. Для порівняння, 10−18 до 10−15 — це оцінка невипраних бітових помилок (англ. uncorrectable bit error rate) (метрика для оцінки пошкодження даних, що дорівнює кількості помилок даних на прочитаний біт після застосування будь-якого визначеного методу виправлення помилок) типового жорсткого диску  [Архівовано 13 квітня 2010 у Wayback Machine.]. Теоретично, MD5, 128 біт, має залишатись в цих межах доки не досягнуто 820 мільярдів документів.
Легко побачити, що за умови нерівномірного розподілу виходів функції, зустріти колізію швидше.  Поняття 'збалансованості' геш-функцій вимірює стійкість функції до атаки «днів народження» і дозволяє обчислити вразливість розповсюджених гешів на кшталт MD і SHA (Bellare and Kohno, 2004 [Архівовано 23 лютого 2008 у Wayback Machine.]). На сьогодні найкращий пошукач колізій для SHA-1 потребує 251 обчислень гешу. Через відносну нестійкість до такої атаки в подальших розробках пропонують використовувати SHA-256 або SHA-512.

## Чутливість цифрових підписів
Цифровий підпис може бути чутливий до атаки «днів народження». Зазвичай для повідомлення {\displaystyle m} спочатку обчислюють {\displaystyle f(m)}, де {\displaystyle f} — це криптографічна геш-функція, і {\displaystyle f(m)} шифрується за допомогою секретного ключа. Припустимо Аліса хоче перехитрити Боба, щоб він підписав шахрайську угоду. Аліса готує чесну угоду {\displaystyle m} і шахрайський примірник {\displaystyle m'}. Тоді вони знаходить місця де {\displaystyle m} можна змінити без зміни значення, такі як додавання порожніх рядків, ком, пропусків, заміну сутямків тощо. Поєднуючи ці зміни, вона може утворити значну кількість змінених {\displaystyle m}, які всі є чесними угодами.
Подібним чином, Аліса створює відміни шахрайської угоди {\displaystyle m'}. Тоді вона застосовує геш-функцію до всіх варіацій доки не знайде примірник чесної і шахрайської угоди геші яких збігаються, {\displaystyle f(m)=f(m')}. Вона подає чесну версію Бобу на підпис. Після того як Боб підписав, Аліса бере підпис і додає його до шахрайської угоди. цей підпис доводить, що Боб підписав контракт.
Імовірності трохи різняться порівняно до початкової проблеми днів народження, бо Аліса не отримає переваг у разі отримання збігу гешів у двох шахрайських видозмін угоди. Мета Аліси полягає у віднайдені двійки чесної та шахрайської угод. Рівняння проблеми днів народження застосовується де {\displaystyle n} — це кількість пар. Кількість обрахованих гешів становить {\displaystyle 2n}.
Для уникнення цієї атаки, довжина виходу геш-функції може бути обрана достатньо великою, щоб атака стала обчислювально нездійсненною, тобто близько вдвічі більше біт ніж потрібно для уникнення атаки повного перебору ключів (через квадратний корінь в цій формулі {\displaystyle 1.25{\sqrt {H}}}).
Атака «днів народження» часто згадується як потенційна слабкість DNS.